# Pterotes nigrescens
Pterotes nigrescens är en fjärilsart som beskrevs av Barend J. Lempke 1964. Pterotes nigrescens ingår i släktet Pterotes och familjen tandspinnare. Inga underarter finns listade.